# Frente de Acción Estudiantil de la Región de Murcia
El Frente de Acción Estudiantil de la Región de Murcia, también llamado por sus siglas F.A.E., es un sindicato estudiantil presente en la Región de Murcia compuesto por estudiantes de todos los niveles educativos. Propugnan los ideales del anticapitalismo, feminismo u el antifascismo. Su objeto es una educación pública, científica, gratuita, laica y de calidad al servicio de la clase obrera, entendiendo que esto solo es posible cambiando todo el sistema.

## Orígenes y reivindicaciones
Surgen hacia 2011, al calor de la Marea Verde y frente a los retrocesos de los derechos de los estudiantes. Sus reivindicaciones se originan contra los recortes que lleva a cabo el Gobierno del Partido Popular en materia de educación, y en la consiguiente subida de las tasas universitarias y reducción de becas, que «expulsarían a miles de estudiantes de la Universidad». A partir de la presentación del borrador de la LOMCE en 2013, y de la publicación del Real Decreto que permite reducir el Grado universitario a tres cursos, también pasan a reclamar su derogación.
Igualmente, se posicionan activamente a favor del respeto en las aulas y la vida común de los estudiantes, bajo el postulado de que la educación forma las bases de toda sociedad. Bajo esta idea, el Frente de Acción Estudiantil ha organizado diferentes campañas para reclamar mejoras en algunos ámbitos educativos como el transporte, el servicio de bibliotecas o mantenimiento de las aulas, y especialmente contra el acoso escolar, la violencia machista o las agresiones contra LGBT.
A partir de 2019, cambió su denominación, pasando a ser un sindicato combativo, de las estudiantes de clase obrera, ya que entiende que las estudiantes que acceden a educación superior tienen que trabajar para poder estudiar, o directamente tienen prácticas no remuneradas, por lo que pasa a defender también los derechos de las estudiantes fuera de las aulas. 
Participó activamente en la organización de los actos del día de la mujer trabajadora, apoyando la convocatoria y llamando a una huelga general feminista y mixta para paralizar al capitalismo. 
Para llegar de manera eficiente a todos los puntos de la Región de Murcia, F.A.E. tiene distintos Grupos de Base. Estos grupos agrupan a estudiantes con centros de estudios comunes ─ sean una facultad, un instituto o un conjunto de ellos. Los actuales grupos de base son:
- F.A.E. Cartagena (España)
- F.A.E. Murcia
- F.A.E. Águilas (Murcia)
- F.A.E. Yecla (Murcia)
- F.A.E. San Pedro del Pinatar
- F.A.E. Murcia Este

Y para garantizar la coordinación de estos grupos está la Coordinadora Regional.
Son los espacios donde se materializa el trabajo que se propone en los Grupos de Base. Actualmente estas son las cinco comisiones presentes:
- Organización
- Acción estudiantil y extensión
- Feminista